# Nipponnemertes sanguinea
Nipponnemertes sanguinea är en djurart som tillhör fylumet slemmaskar, och som beskrevs av Riser 1998. Nipponnemertes sanguinea ingår i släktet Nipponnemertes och familjen Cratenemertidae.
Artens utbredningsområde är havet kring Nya Zeeland. Inga underarter finns listade i Catalogue of Life.